# Der Affenstern
Der Affenstern ist ein Kinderbuch von Peter Abraham aus dem Jahr 1985.
Weil Carola Huflattich keine Lust hat, ein Diktat zu schreiben, beschließt sie kurzerhand, mitsamt ihren Freunden Willi Neuenhagen, Emmi Winter, Stefan Wedekind und Gudrun Wetterschlag in einer alten Badewanne zum Mond zu fliegen. Das Unglaubliche passiert und die Kinder fliegen wirklich mitsamt der Badewanne ins All, jedoch nicht zum Mond, sondern zum Affenstern. Während ihrer Reise über den Planeten treffen sie auf die seltsamsten Formen von mehr oder weniger intelligenten Affenexistenzen. Sie treffen auf Affen, bei denen die Männchen nur Hilfsarbeiten verrichten dürfen, da sie keine vollwertigen Affen sind, immerhin können sie keine Kinder bekommen. An anderer Stelle bekriegen sich verschiedene Affenvölker, weil die einen kurze, die anderen lange Schwänze haben. Sie treffen auf eine Stadt des ungehemmten Konsums, in der neue Waren im Stundentakt erworben werden, während nur wenig entfernt Affen im Elend leben. Sie treffen auf Fanatismus, Wahnsinn und selten auf Vernunft, die zumeist auch mit Verrücktheit verwechselt wird. Nach vielen Abenteuern können die Kinder zur Erde zurückkehren.
Der Affenstern, veröffentlicht 1985, ist nach Das Schulgespenst (1978) Abrahams zweites Buch um die Abenteuer von Carola Huflattich. Es spricht ernstere Themen an und ist eine für Kinder gedachte Allegorie auf die Menschen. Kritisiert werden Krieg und Unterdrückung, übertriebener Konsum, fanatische Religionsausübungen. 1997 folgte das dritte Buch mit der Protagonistin, Carolas Flucht nach Denkdirwas. Der Affenstern ist 1987 in einer zweiten und 1988 in einer dritten unveränderten Form erneut aufgelegt worden. Die vierte Auflage (ISBN 3-358-02109-2) erfolgte 1994 und wurde für die neuen Verhältnisse leicht angepasst. So wurde beispielsweise aus Konsum nun Supermarkt. Insgesamt wurden 80.000 Bücher verkauft. Alle vier Auflagen wurden vom Kinderbuchverlag Berlin veröffentlicht. Die ersten drei Ausgaben wurden mit Illustrationen von Gertrud Zucker versehen.